# Beto (football, mai 1976)
Pour les articles homonymes, voir Beto.
Roberto Luis Gaspar Deus Severo, dit Beto, est un footballeur portugais né le 3 mai 1976.

## Biographie
Arrivé en janvier 2006 en provenance du Sporting Club du Portugal pour Bordeaux, il ne parvient pas à s'imposer en Gironde et se voit prêté le 31 août 2006 à Huelva. 
Beto est international portugais, comptant 31 sélections et 2 buts. Il dispute notamment la Coupe du monde 2002 dans laquelle il marque un but face aux Etats-Unis lors du premier match de poules. 

## Clubs
- 1993-1995 : União Lamas  Portugal
- 1995-1996 : Gil Vicente FC  Portugal
- 1996-Janvier 2006 : Sporting Portugal  Portugal
- Janvier 2006-2006 : Girondins de Bordeaux  France
- 2006-2009 : Recreativo de Huelva  Espagne
- 2009-2011 : CF Belenenses  Portugal
- 2011 : UD Alzira  Espagne

## Palmarès
- Champion du Portugal en 2000 et 2002
- Vainqueur de la Coupe du Portugal en 2002
- Vainqueur de la Supercoupe du Portugal en 2000 et 2002
- Finaliste de la Coupe UEFA en 2005
- International A – Portugal (31 sélections et 2 buts)